# Challenger de Zagreb 2021
El torneo Zagreb Open 2021 fue un torneo profesional de tenis. Perteneció al ATP Challenger Series 2021. Se disputó en su 17.ª edición sobre superficie tierra batida, en Zagreb, Croacia, entre el 10 y el 16 de mayo de 2021.

## Jugadores participantes del cuadro de individuales
| Favorito | País                            | Jugador             | Rank1 | Posición en el torneo |
| -------- | ------------------------------- | ------------------- | ----- | --------------------- |
| 1        | Bandera de Argentina            | Federico Coria      | 92    | Segunda ronda         |
| 2        | Bandera de España               | Pedro Martínez      | 95    | Cuartos de final      |
| 3        | Bandera de Eslovaquia           | Andrej Martin       | 109   | Segunda ronda         |
| 4        | Bandera de Japón                | Yasutaka Uchiyama   | 110   | Primera ronda         |
| 5        | Bandera de Portugal             | Pedro Sousa         | 113   | Primera ronda         |
| 6        | Bandera de Francia              | Benjamin Bonzi      | 115   | Primera ronda         |
| 7        | Bandera de Bosnia y Herzegovina | Damir Džumhur       | 118   | Segunda ronda         |
| 8        | Bandera de Brasil               | Thiago Seyboth Wild | 126   | Cuartos de final      |

- 1 Se ha tomado en cuenta el ranking del 3 de mayo de 2021.

### Otros participantes
Los siguientes jugadores recibieron una invitación (wild card), por lo tanto ingresan directamente al cuadro principal (WC):
- Borna Gojo
- Nino Serdarušić
- Antun Vidak

Los siguientes jugadores ingresan al cuadro principal tras disputar el cuadro clasificatorio (Q):
- Sebastián Báez
- Marcelo Barrios
- Ernests Gulbis
- Ramkumar Ramanathan

## Campeones

### Individual Masculino
- Sebastián Báez derrotó en la final a  Juan Pablo Varillas, 3–6, 6–3, 6–1.

### Dobles Masculino
- Evan King /  Hunter Reese derrotaron en la final a  Andrey Golubev /  Aleksandr Nedovyesov, 6–2, 7–6(4).